# Alexander den store (film fra 1917)
Alexander den Store er en svensk film fra 1917 instrueret af Mauritz Stiller.

## Medvirkende
- Hauk Aabel - Alexander Nyberg over en tjeneren i Paladshotellet
- Albin Lavén - kammerherre Bryde
- Hjalmar Lauritz - kammerjunker Bryde Hussar løjtnant, kamme Herrens nevø
- Arthur Alftan - Geheimeråd Mönther
- Gucken Cederborg - etatsrådinnan Thea Mönther
- Lili Ziedner - Bera Mönther, deres datter
- Harald Madsen - Theodore Lampe, teologi kandidat
- Anna-Lisa Lindzen - frøken Philippa Ottesen
- Stina Stock Stam - frøken Signe Ottesen, Philippa søster, folkesang sanger
- August Miehe - købmand Moses Isacsen, Philippas cavalier
- Eric Lindholm - Petersen, journalist, deltog Thea-hotel
- Sigurd Wallen - tjeneren i Paladshotellet og Thea-hotel
- Manne Lundh - Hans Højhed, Signes "protektor"
- Mona Geijer-Falkner - Signes påklæderske
- Julius Hälsig - tjeneren i Paladshotellet